# أليكس لياندرو
أليكس لياندرو هو لاعب كرة قدم برازيلي، ولد في 28 أغسطس 1984 في ساو باولو في البرازيل. لعب مع نادي سيون.